# Podtatranská kotlina
49°05′N 20°00′Ø / 49.08°N 20°Ø
Podtatranská kotlina er et geomorfologisk bækken i det nordlige Slovakiet, der er en del af bjergområdet Fatra-Tatra, i de indre Vestlige Karpater.
I området ligger byerne Ružomberok, Liptovský Mikuláš, Liptovský Hrádok, Svit, Poprad, Kežmarok, Spišská Belá og Podolínec.

## Beliggenhed og karakteristik
Podtatranská kotlina er orienteret på en øst-vest akse og er omkring 80 km lang og omkring 10 km bred i nord-syd retning. Det grænser op til:
- Tatrabjergene i nord
- Spišská Magura mod det nordøst
- Levočabjergene i øst
- Kozie chrbty mod sydøst
- Nedre Tatra i syd
- Veľká Fatra i sydvest
- Choč-bjergene mod nordvest

Bassinet er opdelt i tre underafdelinger: Liptovská kotlina (Liptov Basin), Popradská kotlina (Poprad Basin) og Tatranské predhorie, også kaldet podhorie (Tatra Piedmont).
Grænsen mellem de tidligere navngivne bassiner er også et vandskel: Váhfloden afvander den vestlige del af området og løber ud i Donau, der strømmer ud i Sortehavet, og Poprad-floden afvander den østlige del, og strømmer gennem Dunajec i Wisla, der løber ud i Østersøen .
Podtatranská kotlina ligger i en gennemsnitlig højde fra 700 til 800 moh.; det laveste punkt er nær Ružomberok på 475 m og det højeste nær Štrba på omkring 900 m.
Det var oprindeligt et Skovområde, men er nu et til Landbrugsområde.